# Geoffrey Lungwangwa
Geoffrey Lungwangwa Lungwangwa (* 15. Juli 1953) ist Politiker in Sambia und Professor an der Universität von Sambia.
Geoffrey Lungwangwa ist Professor für Educational Administration and Policy Studies an der Erziehungswissenschaftlichen Fakultät (School of Education) der Universität von Sambia, war deren erst stellvertretender (2004), später Vizekanzler. Die Zambia Lecturers and Researchers Union (UNZALU) forderte in einem Streik Mitte August 2004 seinen und des Vizekanzlers Rücktritt wegen „Manipulation und diktatorischen Neigungen“.
Geoffrey Lungwangwa hat über Arbeitsrecht in Sambia (2004), Bevölkerungswachstum und Umweltschutz und Straßenkinder in Sambia (1992) publiziert sowie zahlreiche Vorträge auf nationalen und internationalen Kongressen gehalten.
Bei den Wahlen in Sambia 2006 gewann er im Wahlkreis Nalikwanda westlich von Mongu das Mandat in der Nationalversammlung. Im Jahr 2011 erneut auf der Liste des Movement for Multi-Party Democracy und 2016 für die United Party for National Development (UPND).
Im April 2021, wenige Monate vor den Parlamentswahlen im selben Jahr, gab er bekannt, dass er die oppositionelle UPND verlasse und der regierenden Patriotic Front (PF) beitrete. Er begründete diesen Schritt mit der Notwendigkeit des gesellschaftlichen Friedens in Sambia und über dessen Grenzen hinaus:

„Der Mangel an Frieden in Afrika ist die größte Herausforderung. Sambia ist eine Oase des Friedens und der Ruhe in Afrika. Lassen Sie uns gemeinsam daran arbeiten, dass Sambia geeint bleibt, indem wir Gewalt, Stammesdenken, Hassreden und Regionalismus abschaffen. Die „DNA“ der UPND-Partei besteht aus Bitterkeit, Gewalt und Hass. Wir sollten Brücken der Einheit bauen.“

Geoffrey Lungwangwa wurde im Oktober 2006 Erziehungsminister.

## Publikationen
- Geoffrey Lungwangwa, Mubiana Macwan’gi: Street Children in Zambia: A Situation Analysis. (= Zambian papers; 21) University of Zambia Press, Lusaka 2004, ISSN 1028-2351
- Geoffrey Lungwangwa, Emanuael Silanda et al.: Education for All 2000 assessment. Ministry of Education, Lusaka 1999 (online auf www.unesco.org)
- Geoffrey Lungwangwa, Oliver Saasa (beide Hrsg.): Educational policy and human resource development in Zambia. (Konferenzpapier, Lusaka, 17.–18. Oktober) Institute for African Studies, University of Zambia, Lusaka 1991
- Geoffrey Lungwangwa, Irene Sinyangwe (beide Hrsg.): Utilizing local resources for development. Proceedings of the 9th PWPA Conference Eastern, Central, and Southern Region, held at Musungwa Lodge, Zambia, July,1988. (Professors World Peace Academy of Zambia), Lusaka 1990, ISBN 0943852897